# غريغور ماير
غريغور ماير (بالألمانية: Gregor Meyer)‏ (و. 1979 – م) هو عازف بيانو، وقائد جوقة، من ألمانيا، ولد في تسويكاو.

## روابط خارجية
- غريغور ماير على موقع IMDb (الإنجليزية)
- غريغور ماير على موقع ميوزك برينز (الإنجليزية)